# Estreito de Câmara de Lobos
El Estreito do Câmara do Lobos es una freguesia del Consejo de Câmara de Lobos en Portugal, debido a su nombre y localización tan cercana a Câmara de lobos, Jardim da Serra y la Vía Rápida. Cuenta con 10 234 habitantes y un área de 8,14 km². Jardim da Serra se encuentra al Norte y al Sur Câmara de Lobos. También en las cercanías se ubica la famosa Levada do Norte, caminando durante 4 horas, 2 de ida y 2 de vuelta.

## Cocina
En Estreito nació el famoso Vino de Madeira conocido mundialmente, además de que el plato de carne de vaca en espada conocido como "espetada regional", "espetada nacional" o simplemente "espetada", es muy rico.

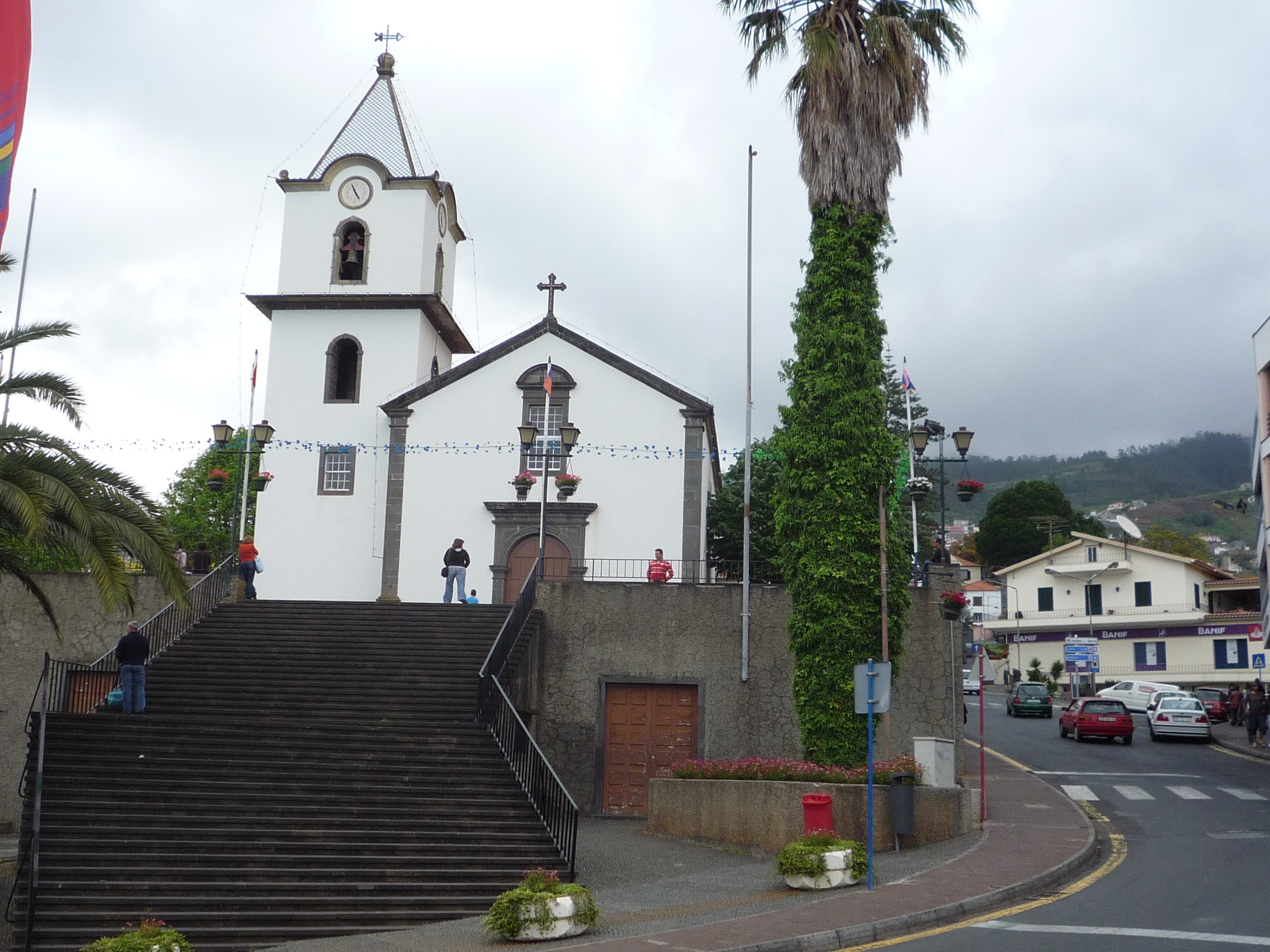
Igreja da Nossa Senhora da Graça
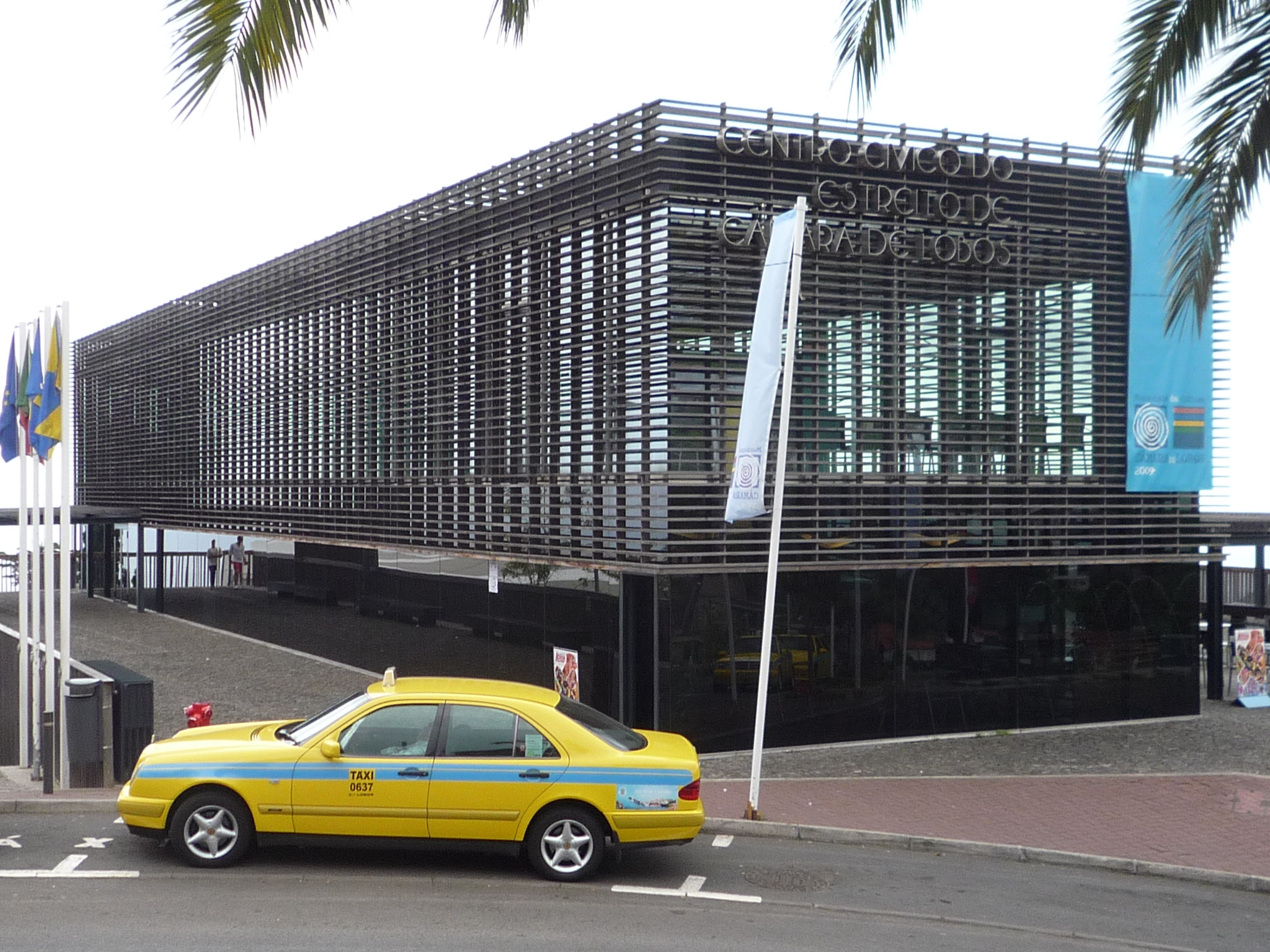
Centro Cívico
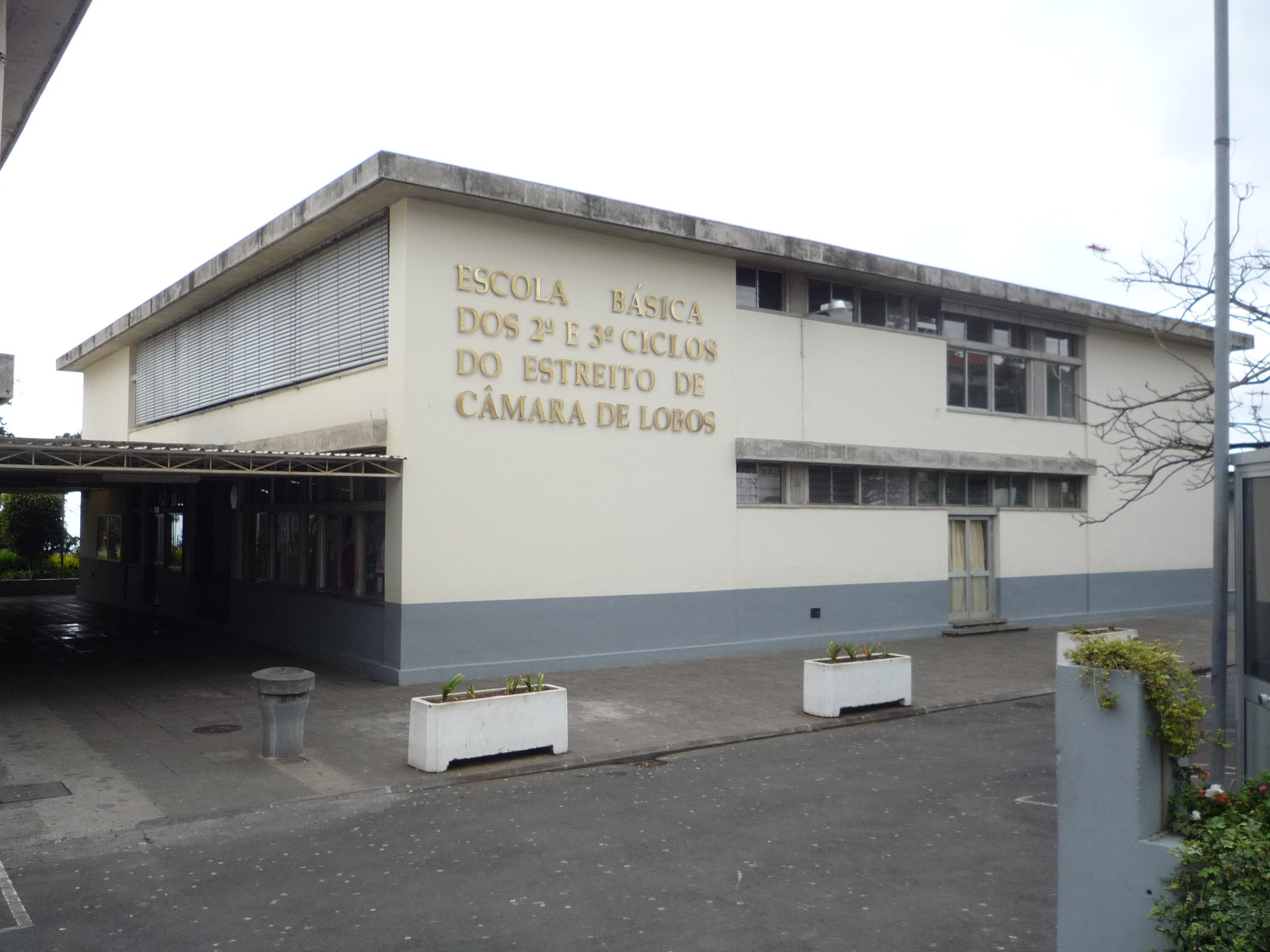
Escola Básica dos 2° e 3° Ciclos
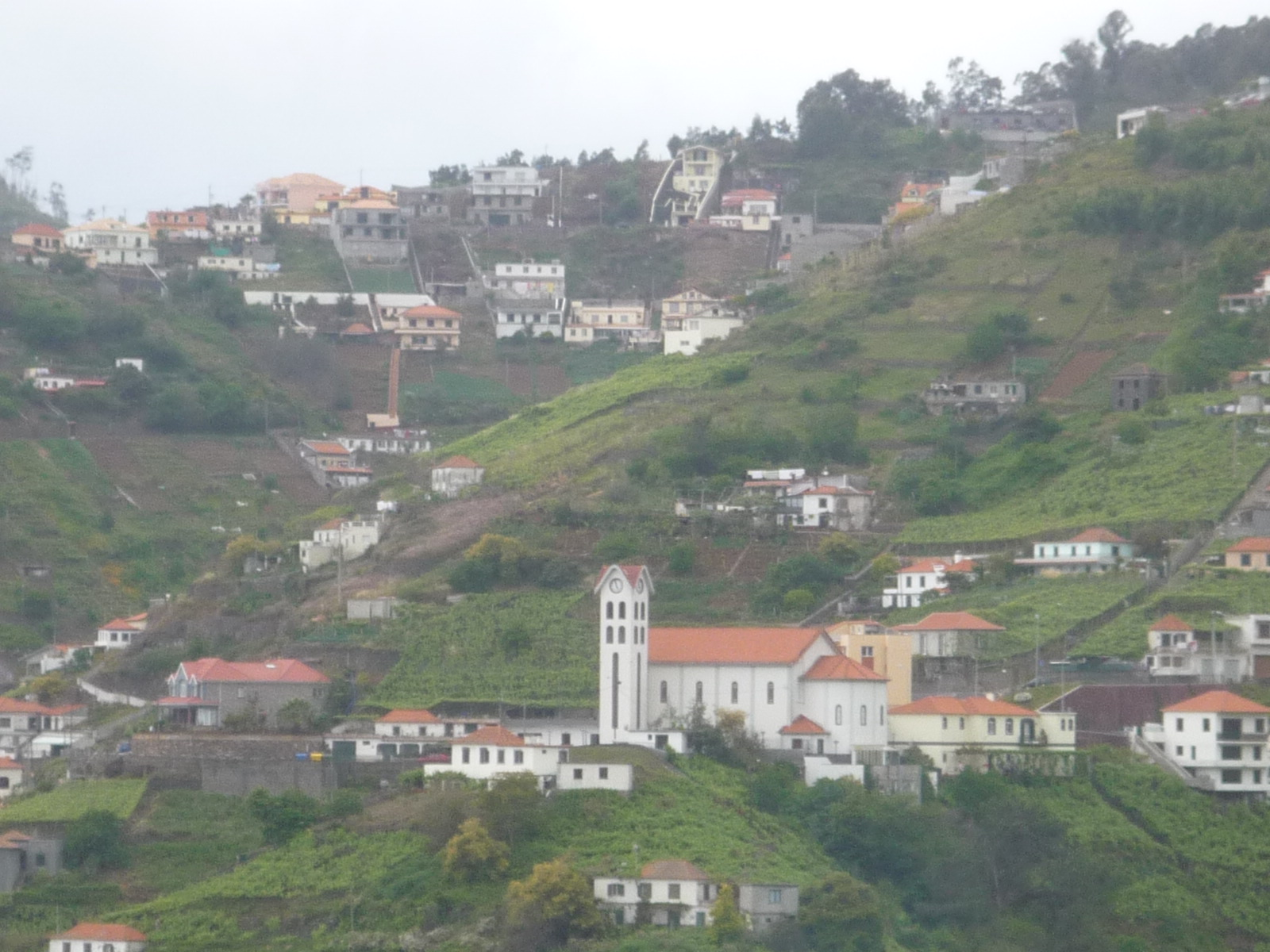
Garachico, Igreja da Nossa Senhora do Bom Sucesso
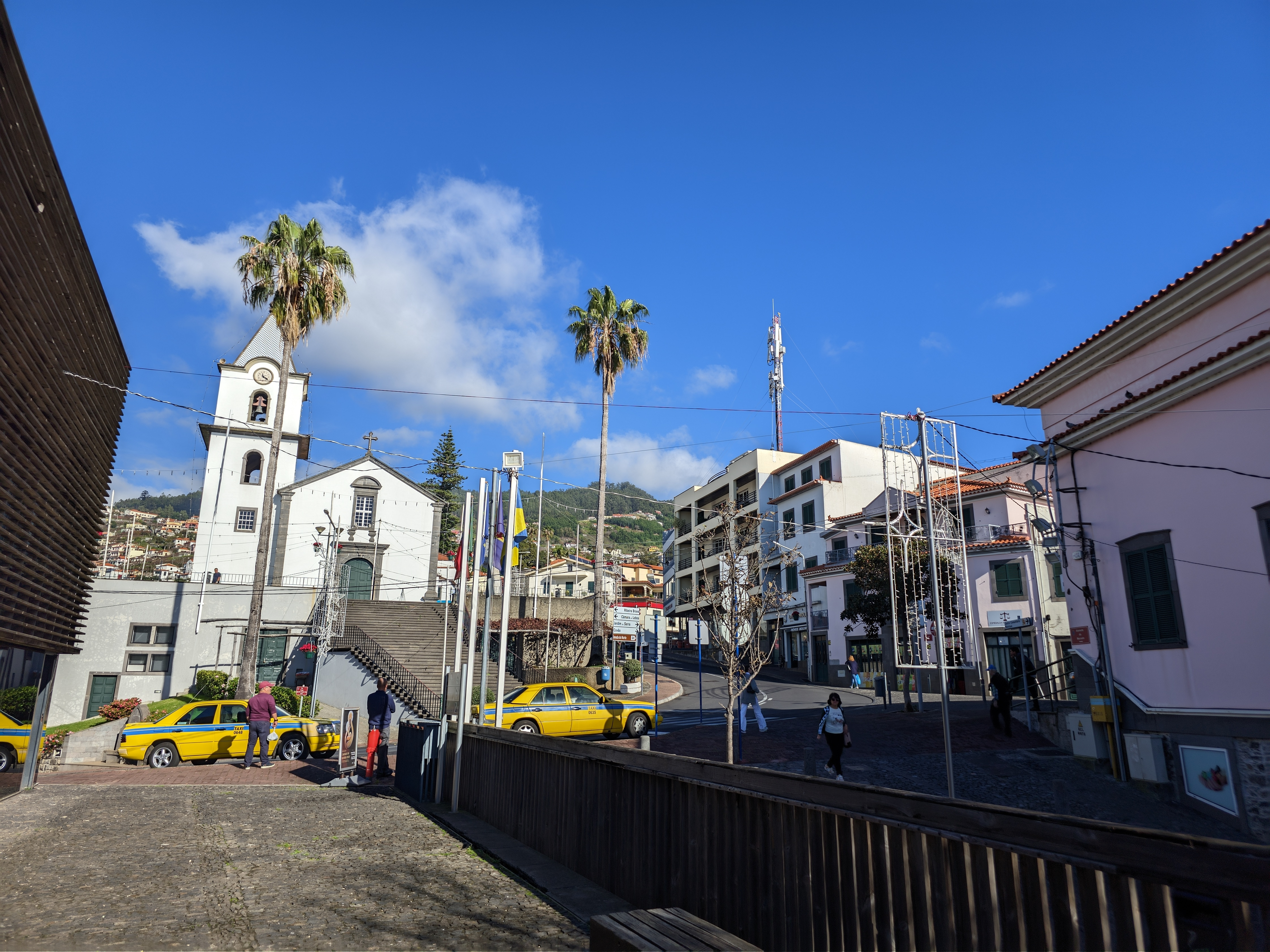
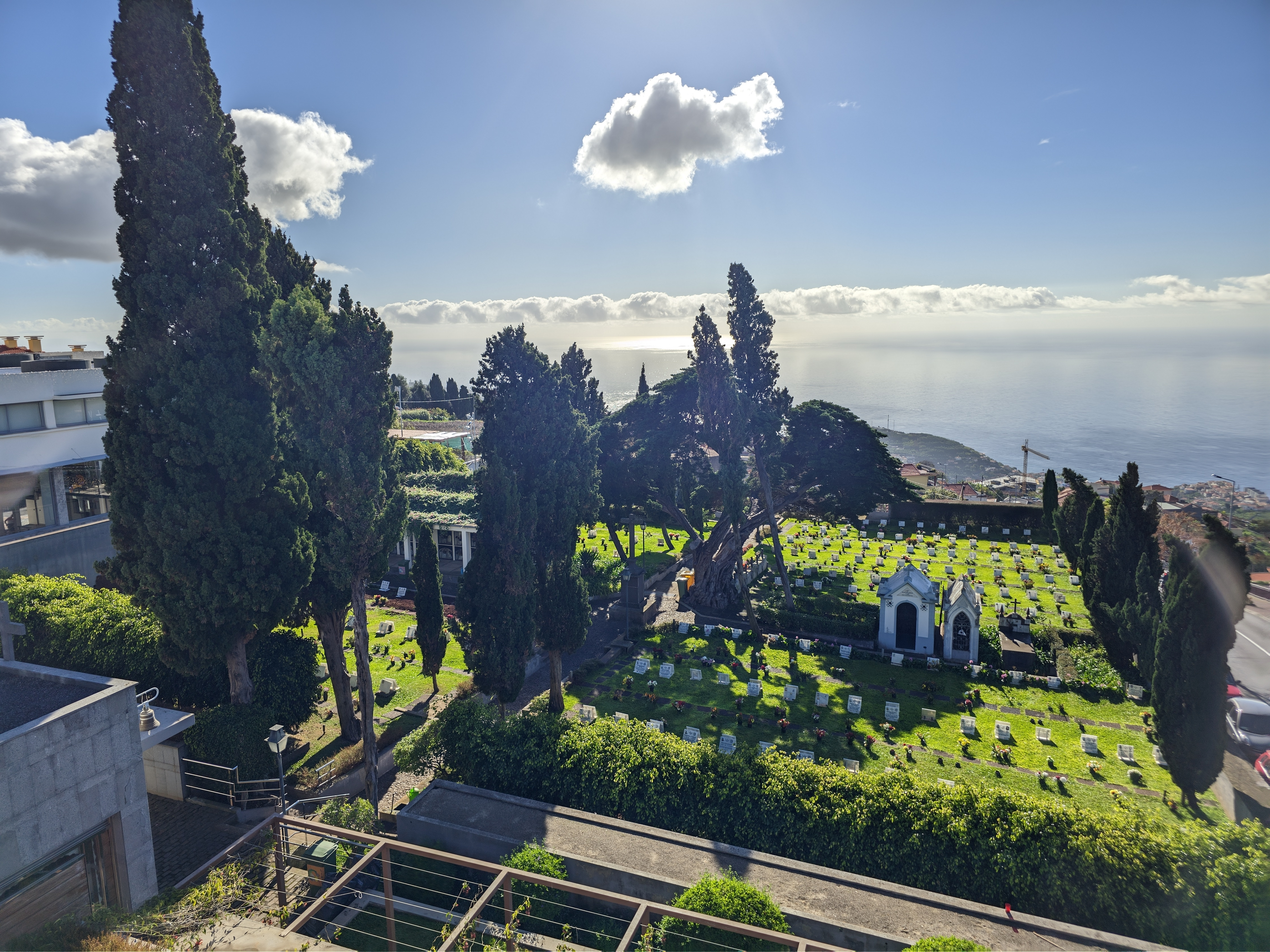
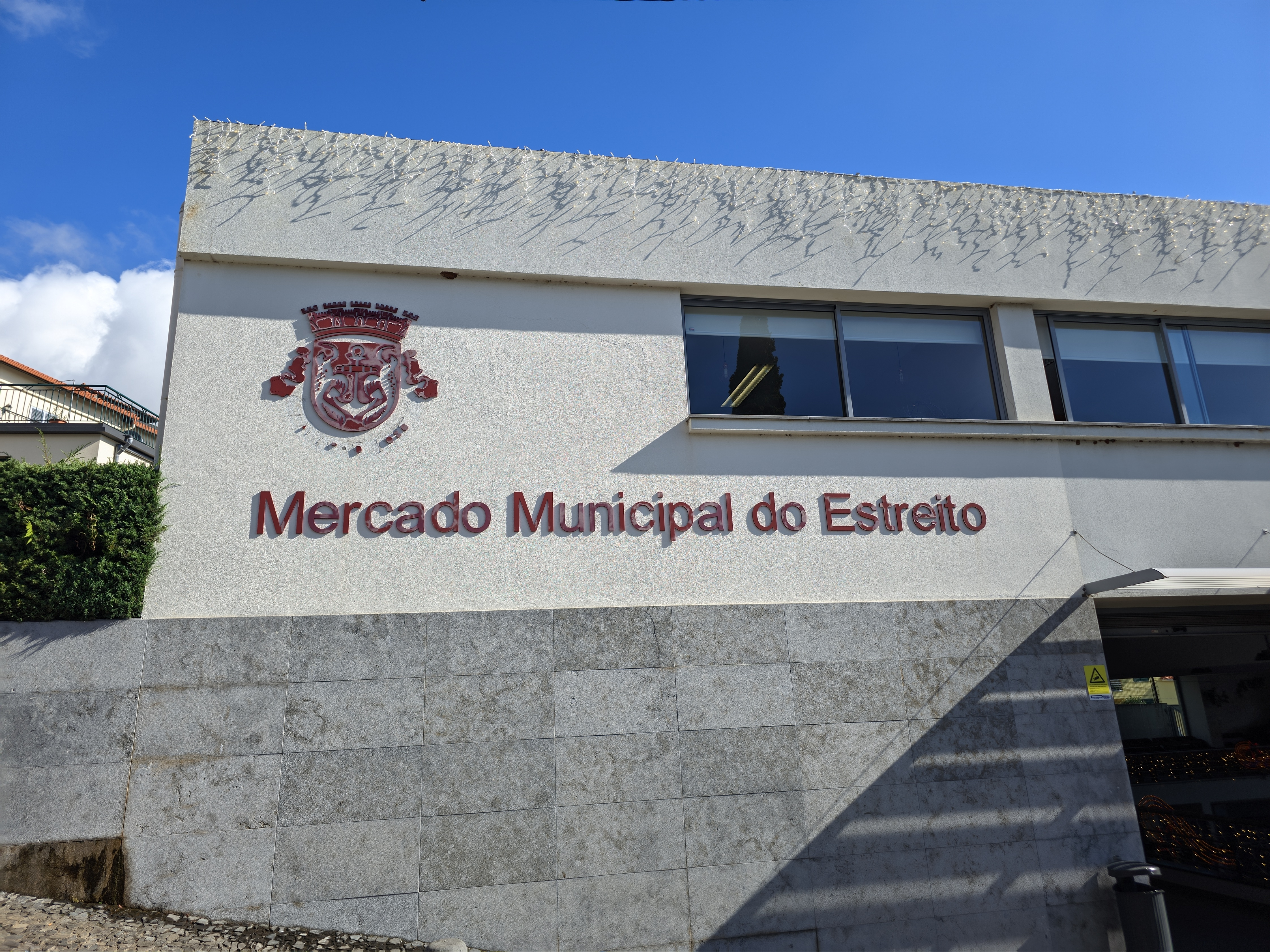
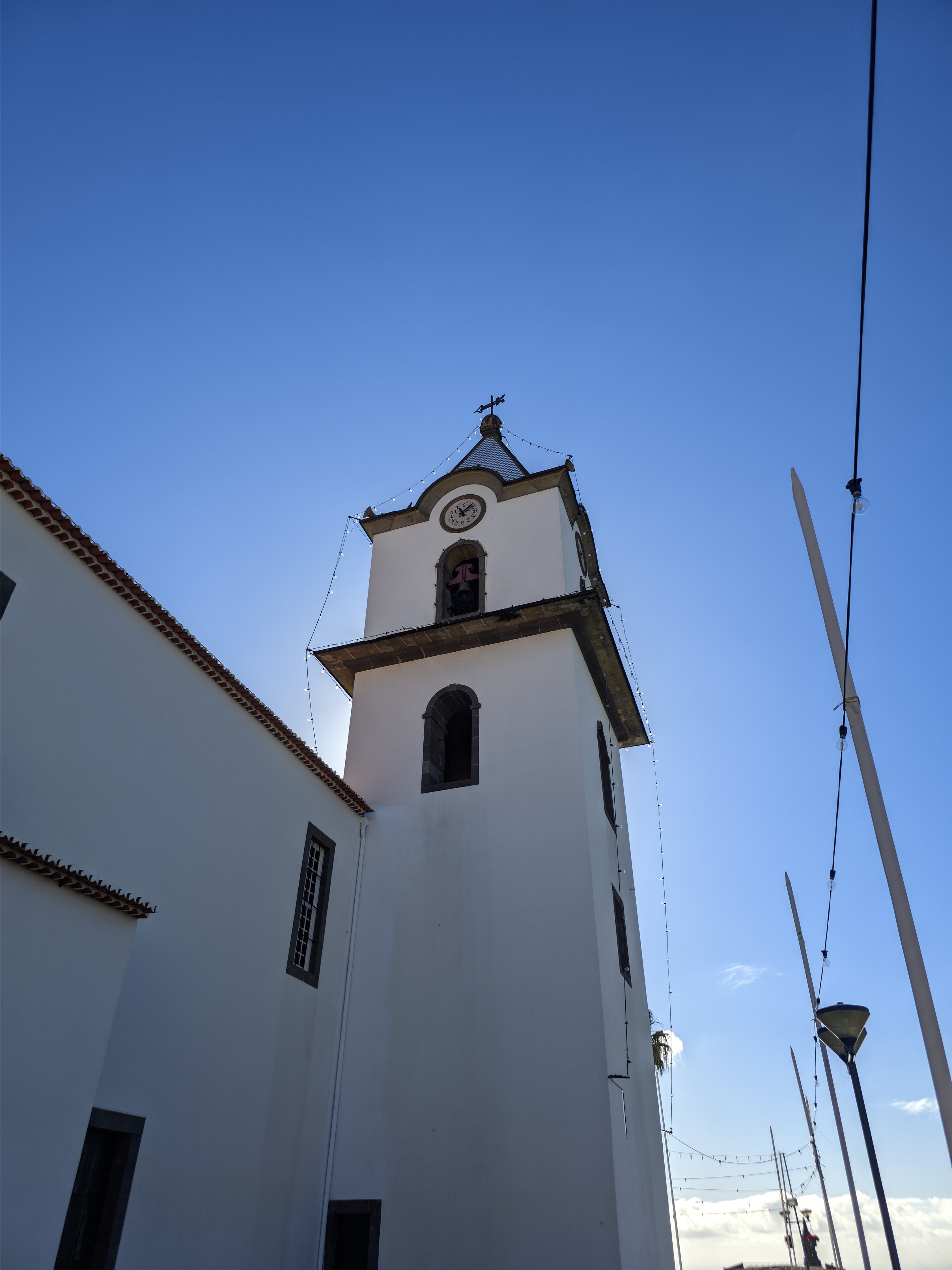
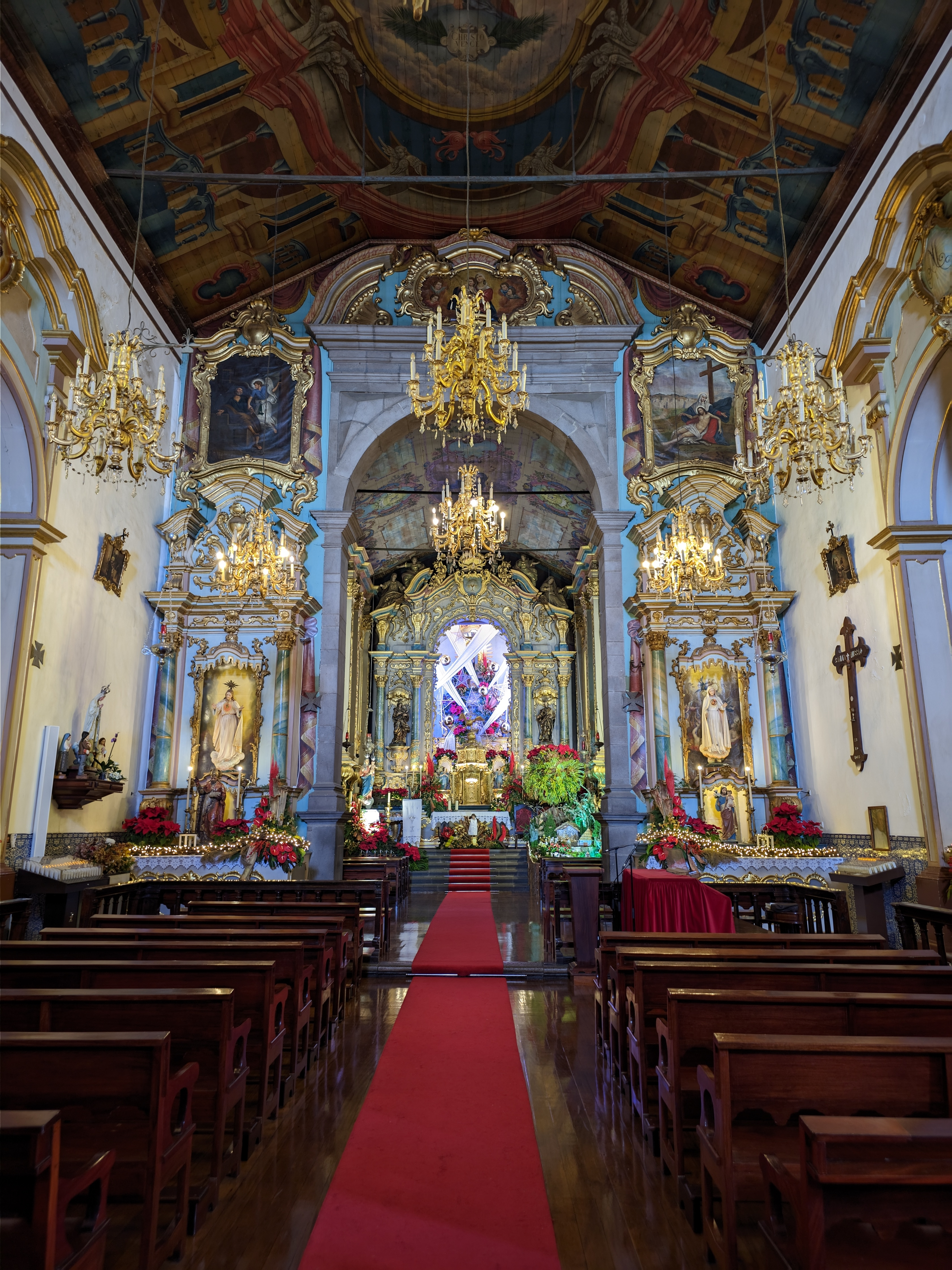
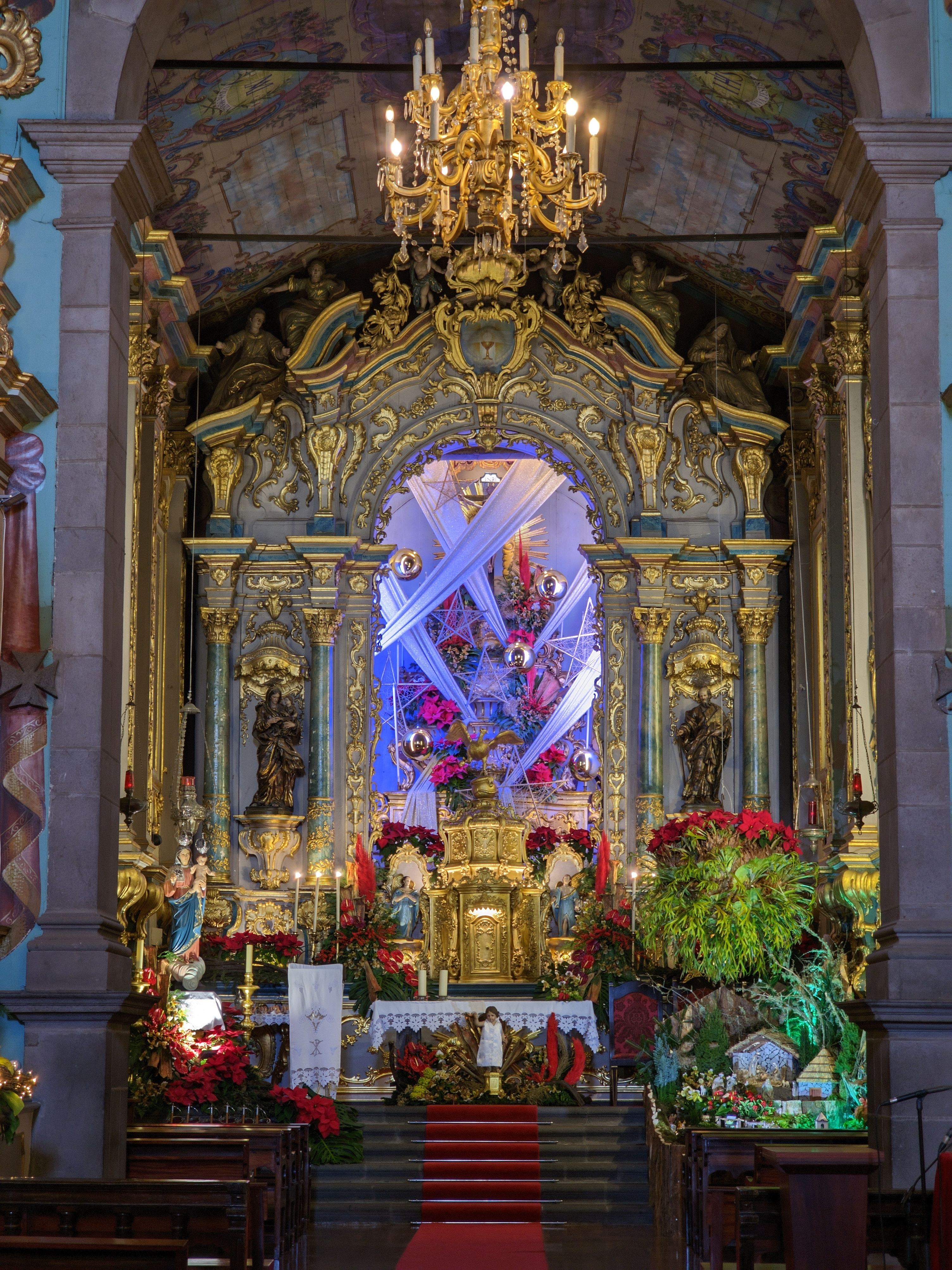
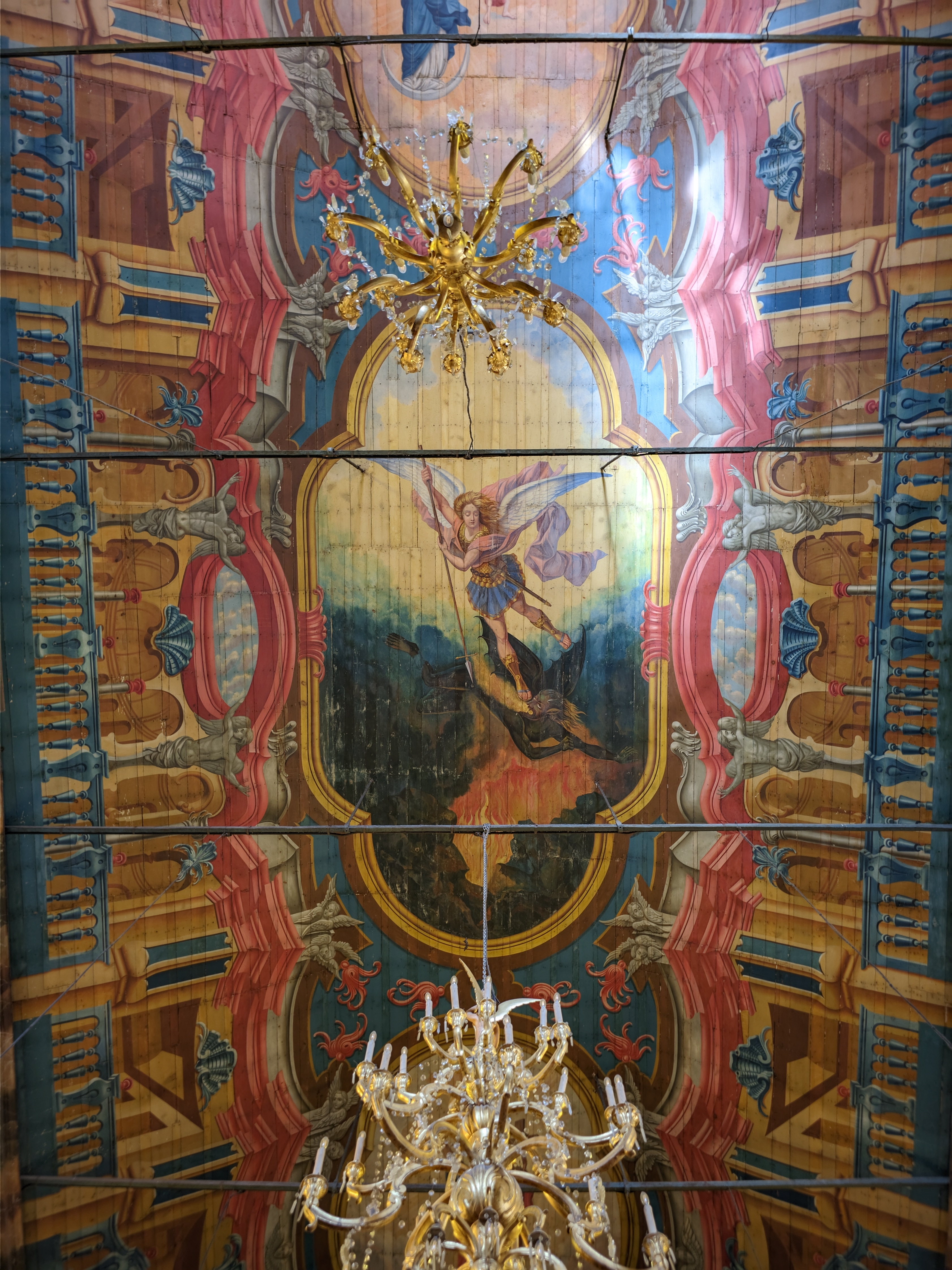

- Datos: Q2991222
- Multimedia: Estreito de Câmara de Lobos / Q2991222

1. ↑  Worldpostalcodes.org,[https://www.worldpostalcodes.org/l1/pt/pt/portugal/perfil/codigo-postal/9325+-+023 código postal n.º 9325 - 023].